# Cranone
Nella mitologia greca,  Cranone  era il nome di uno dei figli di Pelasgo e un pretendente di Ippodamia.

## Il mito
Cranone era nato nel Peloponneso ma crescendo viaggiò fino alla Tessaglia dove incontrò Ippodamia e si innamorò di lei. Per ottenere la sua mano doveva vincere una gara con  il carro, ma durante la sfida rimase ucciso, i cittadini allora per commemorarlo decisero di cambiare nome alla città della Tessaglia da Efira a Cranone.

## Interpretazione e realtà storica
In quell'epoca esistevano molte città con il nome di Efira, fra le più famose vi era anche Corinto.

### Moderna
- Luisa Biondetti, Dizionario di mitologia classica, Milano, Baldini&Castoldi, 1999, ISBN 88-8089-725-X.
- Pierre Grimal, Enciclopedia della mitologia 2ª edizione, Brescia, Garzanti, 2005, ISBN 88-11-50482-1. Traduzione di Pier Antonio Borgheggiani